# Кертанов, Константин Эльбрусович
Константи́н Эльбру́сович Керта́нов (род. 22 июля 1995, Беслан, Северная Осетия) — российский футболист, полузащитник клуба «Челябинск».

## Биография
Родился в Беслане.
Воспитанник клуба «Беслан». В 2011—2012 годах находился в системе костромского «Динамо».
Летом 2012 года перешёл в молодёжную команду «Крыльев Советов». 11 августа 2012 года в матче против «Ростова» дебютировал в молодёжном первенстве. 30 сентября 2012 года забил первый гол, поразив ворота дубля «Краснодара». Всего в осенней части первенства сыграл шестнадцать игр и забил один мяч. 
8 декабря 2012 года в матче чемпионата России против «Амкара» дебютировал в профессиональном футболе.
Летом 2013 года перешёл в краснодарскую «Кубань». В основном составе не играл, но часто привлекался к тренировкам с основой и регулярно играл за дублирующий состав клуба.
Летом 2014 года перешёл в московское «Торпедо», в сезоне 2014/15 играл в молодёжном первенстве за дубль, с сезона 2015/16 — за главную команду в ПФЛ и ФНЛ.
В сезоне 2018/19 стал победителем первенства ПФЛ (зона «Центр»). А в сезоне 2021/22 победителем Первого дивизиона.
1 июля 2021 года пополнил состав клуба «Велес».
14 июля 2023 года перешёл в «Кубань». 
6 июля 2024 года стал игроком клуба «Челябинск».

## Статистика выступлений
| Выступление      | Выступление       | Выступление      | Лига | Лига | Кубки | Кубки | Стыковые матчи | Стыковые матчи | Итого | Итого |
| Клуб             | Лига              | Сезон            | Игры | Голы | Игры  | Голы  | Игры           | Голы           | Игры  | Голы  |
| ---------------- | ----------------- | ---------------- | ---- | ---- | ----- | ----- | -------------- | -------------- | ----- | ----- |
| Крылья Советов   | РФПЛ              | 2012/13          | 1    | 0    | 0     | 0     | —              | —              | 1     | 0     |
| Крылья Советов   | Итого             | Итого            | 1    | 0    | 0     | 0     | —              | —              | 1     | 0     |
| Торпедо (Москва) | ПФЛ               | 2015/16          | 26   | 3    | 2     | 0     | —              | —              | 28    | 3     |
| Торпедо (Москва) | ПФЛ               | 2016/17          | 21   | 0    | 3     | 0     | —              | —              | 24    | 0     |
| Торпедо (Москва) | ПФЛ               | 2017/18          | 24   | 4    | 2     | 0     | —              | —              | 26    | 4     |
| Торпедо (Москва) | ПФЛ               | 2018/19          | 20   | 1    | 4     | 1     | —              | —              | 24    | 2     |
| Торпедо (Москва) | ФНЛ               | 2019/20          | 8    | 0    | 1     | 0     | —              | —              | 9     | 0     |
| Торпедо (Москва) | ФНЛ               | 2020/21          | 32   | 2    | 1     | 0     | —              | —              | 33    | 2     |
| Торпедо (Москва) | Итого             | Итого            | 132  | 10   | 13    | 1     | —              | —              | 145   | 11    |
| Велес            | Первый дивизион   | 2021/22          | 34   | 2    | 2     | 0     | —              | —              | 36    | 2     |
| Велес            | Первая лига       | 2022/23          | 33   | 1    | 1     | 0     | —              | —              | 34    | 1     |
| Велес            | Итого             | Итого            | 67   | 3    | 3     | 0     | —              | —              | 70    | 3     |
| Кубань           | Первая лига       | 2023/24          | 14   | 0    | 1     | 0     | —              | —              | 15    | 0     |
| Кубань           | Итого             | Итого            | 14   | 0    | 1     | 0     | —              | —              | 15    | 0     |
| Челябинск        | Вторая лига («А») | 2024/25          | 36   | 2    | 2     | 0     | 2              | 0              | 40    | 2     |
| Челябинск        | Первая лига       | 2025/26          | 5    | 0    | 0     | 0     | —              | —              | 5     | 0     |
| Челябинск        | Итого             | Итого            | 41   | 2    | 2     | 0     | 2              | 0              | 45    | 2     |
| Всего за карьеру | Всего за карьеру  | Всего за карьеру | 255  | 15   | 19    | 1     | 2              | 0              | 276   | 16    |

## Достижения
«Торпедо» (Москва)
- Победитель ПФЛ (зона «Центр»): 2018/19
- Бронзовый призёр ПФЛ (зона «Центр»): 2016/17
- Итого : 1 трофей